# Renault Fuego
Der Fuego (spanisch für „Feuer“) war ein vom französischen Designer Robert Opron entworfenes Coupé des Automobilherstellers Renault, das von Ende 1979 bis Anfang 1986 in Europa produziert wurde. Es basierte auf dem Renault 18.
Für einige der europäischen Märkte wurde das Modell bis in den Herbst 1985 von Renault in Boulogne-Billancourt und bis Anfang 1986 von MCA in Maubeuge montiert. Bei Renault Argentina lief die Produktion bis 1995.
1980 bekam Renault für den Fuego Das Goldene Lenkrad, das erste für Renault.

## Modellgeschichte

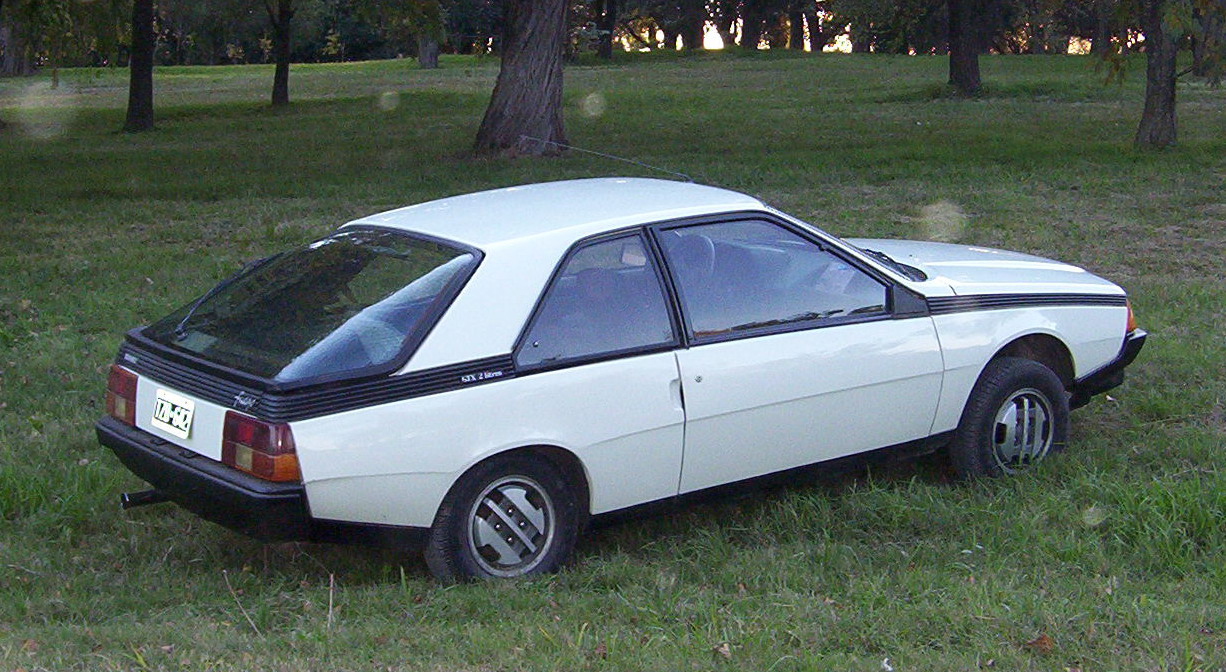
Renault Fuego GTX (1981)

Im Februar 1980 wurde der Fuego auf dem Genfer Auto-Salon vorgestellt. Das auf dem Renault 18 basierende Coupé löste die seit Sommer 1971 angebotenen Modelle Renault 15 und Renault 17 ab.
Die Einstiegsversionen hießen TL und GTL. Sie hatten einen Grauguss-OHV-Motor mit Steuerkette und Leichtmetall-Zylinderkopf. Er hatte 1397 cm³ Hubraum und leistete 47 kW (64 PS) bei 5500/min, und bei 3000/min wurde ein Drehmoment von 103 Nm erreicht. Zur Gemischaufbereitung diente ein einfacher Fallstromvergaser mit manuell zu bedienendem Choke. In Deutschland war dieser Motor nicht erhältlich.
Das Importprogramm für Deutschland begann bei den Varianten TS bzw. GTS. Diese Ausführungen boten einen Leichtmetall-OHV-Motor mit Steuerkette mit 1647-cm³ Hubraum. Er leistete 71 kW (97 PS) bei 5750/min und erreichte 133 Nm bei 3500/min. Hier gab es einen Fallstrom-Registervergaser mit Startautomatik.
Im Oktober 1980 erfolgte die Präsentation der Topversionen TX und GTX. Sie hatten einen Leichtmetall-OHC-Motor mit Zahnriemen und 1955 cm³ Hubraum, der 81 kW (110 PS) bei 5500/min leistete und 163 Nm bei 3000/min brachte. Anstatt der konventionellen Zündanlage mit Unterbrecher gab es hier eine kontaktlose Transistorzündung. Das sonst nur auf Wunsch erhältliche 5-Gang-Getriebe war hier serienmäßig, ebenso wie Zentralverriegelung, Servolenkung (nur GTX und Automatic), elektrische Fensterheber und eine Scheinwerferreinigungsanlage. Außerdem war hier die Zweikreisbremse anspruchsvoller in X-Aufteilung ausgeführt. Wahlweise war eine 3-Gang-Automatik erhältlich.
Ab August 1982 wurde erstmals in einem Coupé ein Turbodieselmotor eingesetzt, der jedoch dem deutschen Markt vorenthalten blieb. Er hatte 2,1 l Hubraum und leistete 63 kW (86 PS).
Auf dem Pariser Autosalon 1982 stellte Renault ein durch den Karosseriebauer Heuliez entwickelten Prototyp des Fuego als Cabriolet vor, welches jedoch nie in Serie produziert wurde.
Im August 1983 wurde der Fuego Turbo mit 1565 cm³ Hubraum und 97 kW (132 PS) als neues Spitzenmodell eingeführt, zu dessen serienmäßigem Lieferumfang vier Scheibenbremsen, ein Bordcomputer sowie elektrische Außenspiegel gehörten.

### Modellpflege
Parallel zum gleichzeitig überarbeiteten Renault 18 wurden ab Mai 1984 ein neues Cockpit sowie ein geänderter Kühlergrill eingebaut. Zudem stand für den amerikanischen Markt eine Version des Fuego GTX mit geregeltem Katalysator und einem 2,2-l-Einspritzmotor mit 75 kW (102 PS) zur Verfügung. In Europa wurde der GTX mit G-Kat erst im Frühjahr 1985 eingeführt.
Nach 24.022 verkauften Exemplaren in Deutschland wurde der Vertrieb des Fuego im Oktober 1985 beendet. Anfang 1986 wurde in Frankreich die Produktion nach 265.257 Fahrzeugen eingestellt.
Zum Stichtag 1. Januar 2022 waren in Deutschland laut KBA noch 103 Renault Fuego angemeldet.

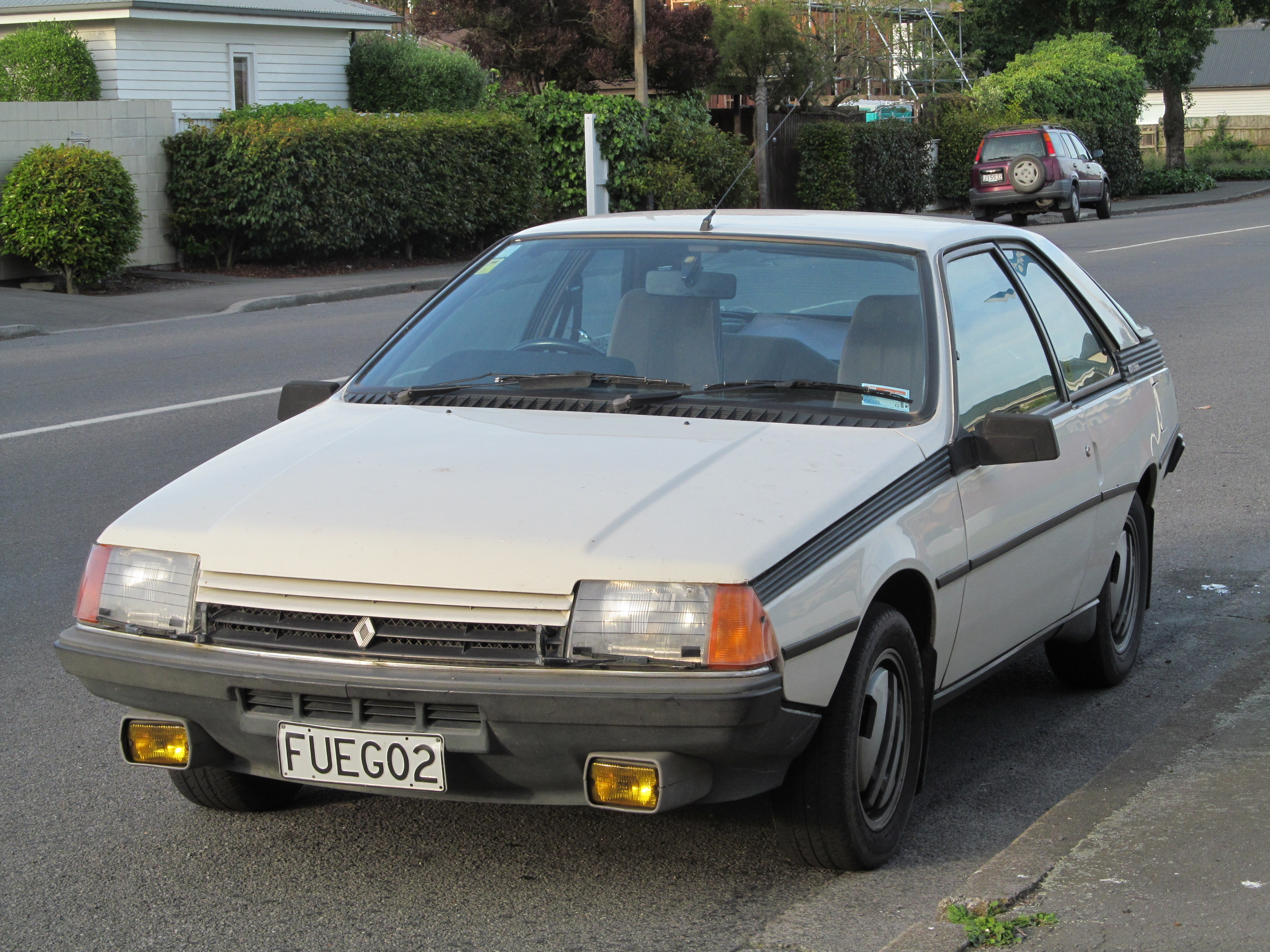
Renault Fuego (1984–1986)
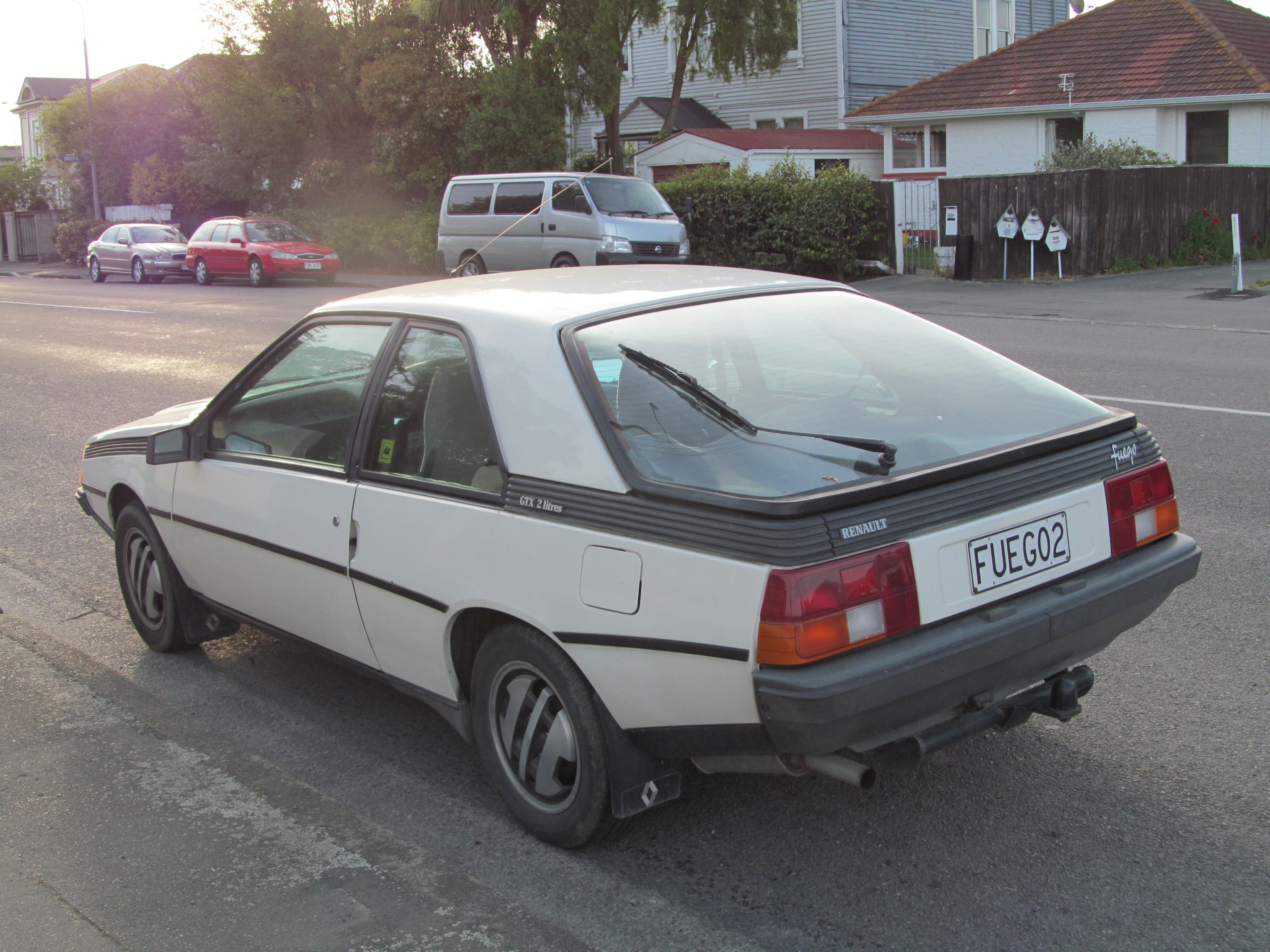
Heckansicht
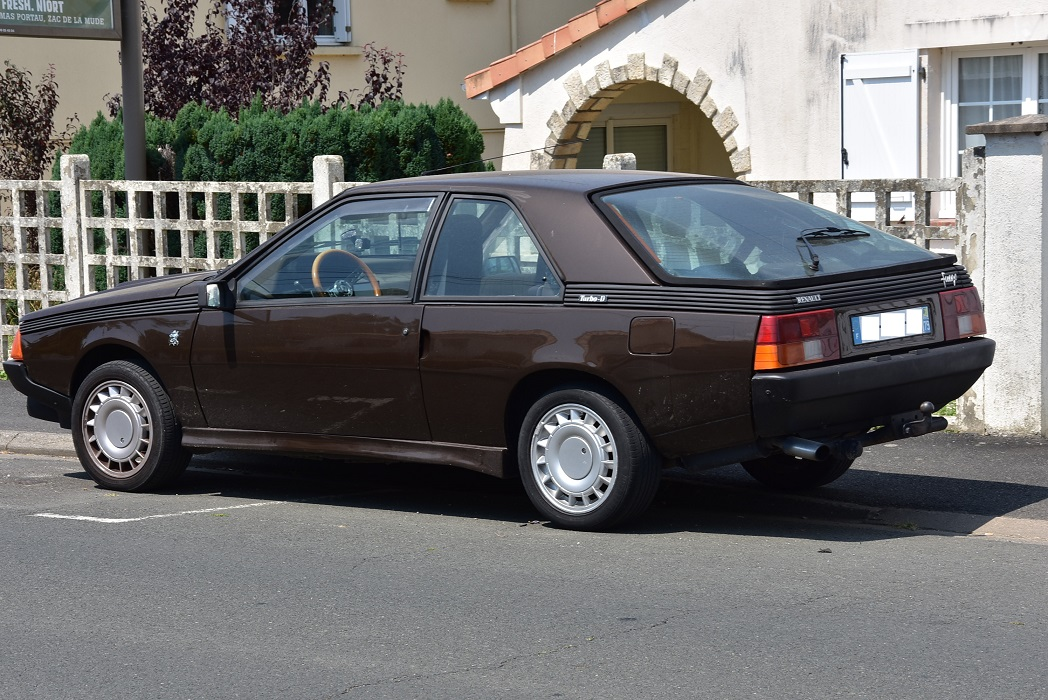
Turbodiesel, 1982

## Produktionsstandorte
Der Fuego wurde in Palencia (Spanien) unter Leitung der Renault España S.A. produziert. In Südamerika wurde er ab Mitte 1982 von der Renault Argentina S.A. in Santa Isabel produziert. Später übernahm dann die Compañía Interamericana de Automóviles S.A. das Werk, in dem der Fuego noch bis Anfang 1987 gebaut wurde, bis man dann die Produktion des Modells an das Hauptwerk in Buenos Aires verlagerte, wo sie bis Ende 1992 andauerte.
Für den nordamerikanischen Markt dagegen fand die Montage bei der American Motors Corporation in Kenosha im US-Bundesstaat Wisconsin statt.

## Nachfolger
Nach dem Ende des Fuego gab es über viele Jahre hinweg kein Sportcoupé im Renault-Programm. Der Ende 1995 eingeführte Mégane Coach war lediglich eine am Heck etwas veränderte zweitürige Version der zur gleichen Zeit vorgestellten Schräghecklimousine des Mégane. Zudem war dieser (anders als der Fuego) in der Kompaktklasse angesiedelt.
Erst nach 22 Jahren, im November 2008, wurde von der im Oktober 2007 eingeführten dritten Generation des Renault Laguna wieder ein sportliches Mittelklasse-Coupé angeboten.

## Trivia
In der von Kad Merad und Olivier Baroux gemeinsam produzierten Komödie FBI-Female Body Inspectors aus dem Jahr 2013 dient ein Renault Fuego als Dienstfahrzeug für die beiden FBI-Agenten Bullit (Merad) und Riper (Baroux). Dabei verwandelt sich der Fuego im Verlauf der Handlung zum K.I.T.T.-ähnlichen Fahrzeug.